# Karl Brehme
Karl Brehme (* 22. August 1858 in Weida; † 30. Juli 1925 in Dresden) war ein sächsischer Generalmajor.

## Leben
Karl Brehme diente als Einjährig-Freiwilliger im thüringischen Infanterie-Regiment 96 und trat dann als Fahnenjunker in das sächsische Pionier-Bataillon Nr. 12 ein. Er durchlief in dem Bataillon eine typische militärische Laufbahn und stieg 1882 zum Leutnant und 1890 zum Oberleutnant auf. 1894 wurde er zum Hauptmann und Kompaniechef der 5. Kompanie im Bataillon befördert. Nach langjähriger Verwendung in dieser Eigenschaft erfolgte am 23. März 1905 seine Beförderung zum Major und etatsmäßigem Stabsoffizier beim 2. Pionier-Bataillon Nr. 22 in Riesa. 1907 wurde er Kommandeur des Bataillons.
Am 23. September 1911 wurde er zum Oberstleutnant befördert. 1912 wurde er zum Kommandeur der Pioniere in Sachsen ernannt und führte diese Funktion bis zum Ersten Weltkrieg aus. Brehme wurde am 2. August 1914 als Stabsoffizier zum Ingenieur- und Pionierkorps der 3. Armee abkommandiert, musste aber nach einer schweren Erkrankung im Dezember 1915 als Oberst in die Heimat zurückkehren, wo er unter Verleihung des Charakters eines Generalmajors aus dem aktiven Dienst ausschied.